# 上新河
上新河位于南京市水西门外，为明初开凿的一条运河，是秦淮河水系的一条组成河流。同一时期开凿的还有中新河和下新河。随着木业兴起，上新河成了一条木材运输通道，许多木商在此定居下来，逐渐形成了沿江重镇上新河镇。随着木业衰落，上新河镇也随之衰落